# Rezervele internaționale ale României
Rezervele internaționale ale României sunt mijloace de plată internaționale formate din stocuri de valută, aur cât și creanțe exprimate în valută (depozitele la vedere constituite în valută la băncile autohtone, depozitele în valută la instituții financiare străine, titlurile emise de guvernele străine, drepturi speciale de tragere, poziția de rezervă la FMI) aflate la dispoziția imediată și sub controlul autorități monetare din România, Banca Națională a României.
Rezervele internaționale au rolul de mecanism fundamental de protejare a economiei împotriva șocurilor externe adverse și conferă credibilitate statului în plan internațional. În același timp, acestea constituie un instrument important în implementarea politicii monetare și de curs de schimb a BNR, precum și în gestionarea datoriei externe a României, publice și private. Totodată, rezervele internaționale contribuie la asigurarea stabilității financiare interne.

## Istoria Rezervei internaționale ale României
La înființarea sa în anul 1880, Banca Națională a României era obligată prin lege să dețină un stoc metalic reprezentând 33% din suma bancnotelor emise, neprecizându-se proporția între aur și argint. Noua lege monetară din 1892 consacra eliminarea argintului ca etalon monetar și adoptarea
monometalismului aur. Astfel, 1 leu era echivalentul a 0,3226 g aur cu titlul 900 ‰. Față de principalele valute străine situația era următoarea: 1 fr. francez = 1 leu, 1 fr. elvețian = 1 leu, 1 liră sterlină = 25,25 lei, 1 dolar = 5,18 lei. Legea și statutul BNR precizau că bancnotele aflate în circulație trebuiau să aibă o acoperire de cel puțin 40%. În împrejurări excepționale limita stocului metalic de acoperire putea să scadă până la 33%. Din acest procent, 30% puteau fi trate exprimate în monedele britanică, franceză, belgiană și germană.

## Rezervele internaționale ale României
La 31 decembrie 2018, rezervele internaționale ale României însumau 36,8 miliarde de euro din care 89,8 la sută reprezentau rezerve valutare și 10,2 la sută aur monetar. Structura rezervei valutare a
României la 31 decembrie 2018 pe valute, ponderea monedei euro a fost de 63,6% iar a dolarului SUA a fost de 23,4%, celelalte monede însumând 12,9%.
Rezerva valutară oficială, de 1,2 miliarde dolari SUA, existentă la sfârșitul anului 1989, a fost epuizată în numai nouă luni, încă înainte de preluarea administrării rezervelor internaționale de către Banca Națională a României.  Rezerva valutară este o parte a rezervei internaționale și nu include valoarea stocului de aur.
| An   | Valoarea rezervei internaționale | Moneda de referință | Mențiuni |
| ---- | -------------------------------- | ------------------- | --- |
| 2019 | ?                                | milioane euro       | |
| 2018 | 36.800                           | milioane euro       | |
| 2017 | 37.107                           | milioane euro       | |
| 2016 | 37.905                           | milioane euro       | |
| 2015 | 35.485                           | milioane euro       | |
| 2014 | 35.506                           | milioane euro       | |
| 2013 | 35.434                           | milioane euro       | |
| 2012 | 35.413                           | milioane euro       | |
| 2011 | 37.252                           | milioane euro       | |
| 2010 | 35.951                           | milioane euro       | |
| 2009 | 30.860                           | milioane euro       | |
| 2008 | 28.270                           | milioane euro       | |
| 2007 | 27.190                           | milioane euro       | |
| 2006 | 22.934                           | milioane euro       | |
| 2005 | 18.300                           | milioane euro       | Ritmul de creștere al rezervelor fiind cel mai ridicat din ultimii 8 ani, în timp ce nivelul absolut atins reprezintă un nou maxim istoric     |
| 2004 | 11.900                           | milioane euro       | Rezervele internaționale ale României s-au majorat cu 4,4 miliarde euro – cea mai accentuată creștere din ultimii 7 ani, un nou maxim istoric. |
| 2003 | 7.500                            | milioane euro       | |
| 2002 | 7.300                            | milioane dolari SUA | Acest nivel acopera 4,7 luni de importuri de bunuri și servicii                                                                                |
| 2001 | 4.864                            | milioane dolari SUA | Cel mai ridicat nivel din ultimii 12 ani |

## Rezervele de aur ale României
Stocul de aur s-a menținut în 2019 la nivelul de circa 104 tone, din care peste 61 de tone de aur aflate în custodie la Banca Angliei.
La finele anului 1989 rezerva de aur a României s-a situat la nivelul de 67,6 tone, depozitate integral în țară.  Stocul de aur s-a situat începând cu anul 1998 peste pragul de 100 tone.
Începând cu anul 2010, pentru prima dată în ultimii 20 de ani, chiar dacă au cumpărat la prețuri mai mari, băncile centrale s-au plasat pe poziția de cumpărător net de aur, iar cererea provenită de la acestea a crescut semnificativ – de la mai puțin de 2 la sută din totalul cererii de aur la nivel mondial în 2010 la 14 la sută în anul 2014. 
| Rezervele de aur ale României în fiecare an | Rezervele de aur ale României în fiecare an | Rezervele de aur ale României în fiecare an | Rezervele de aur ale României în fiecare an | Rezervele de aur ale României în fiecare an | Rezervele de aur ale României în fiecare an |
| An                                          | Tone                                        | +/- Modificare                              | An                                          | Tone                                        | +/- Modificare                              |
| ------------------------------------------- | ------------------------------------------- | ------------------------------------------- | ------------------------------------------- | ------------------------------------------- | ------------------------------------------- |
| 2019                                        | 103,7                                       | ▬                                           | 1972                                        | %                                           | ▼                                           |
| 2018                                        | 103,7                                       | ▬                                           | 1971                                        | %                                           | ▼                                           |
| 2015                                        | 103,7                                       | ▬                                           | 1970                                        | %                                           | ▼                                           |
| 2014                                        | 103,7                                       | ▬                                           | 1969                                        | %                                           | ▼                                           |
| 2013                                        | 103,7                                       | ▬                                           | 1968                                        | %                                           | ▲                                           |
| 2012                                        | 103,7                                       | ▬                                           | 1967                                        | %                                           | ▼                                           |
| 2011                                        | 103,7                                       | ▬                                           | 1966                                        | %                                           | ▼                                           |
| 2010                                        | 103,7                                       | ▬                                           | 1965                                        | %                                           | ▼                                           |
| 2009                                        | 103,7                                       | ▼                                           | 1964                                        | %                                           | ▼                                           |
| 2008                                        | 103,71                                      | ▬                                           | 1963                                        | %                                           | ▼                                           |
| 2007                                        | 103,71                                      | ▲                                           | 1962                                        | %                                           | ▲                                           |
| 2006                                        | 104,701                                     | ▼                                           | 1961                                        | %                                           | ▼                                           |
| 2005                                        | 104,84                                      | ▼                                           | 1960                                        | %                                           | ▲                                           |
| 2004                                        | 105,042                                     | ▼                                           | 1959                                        | %                                           | ▼                                           |
| 2003                                        | 105,355                                     | ▼                                           | 1958                                        | %                                           | ▲                                           |
| 2002                                        | 105,591                                     | ▲                                           | 1957                                        | %                                           | ▼                                           |
| 2001                                        | 105,2                                       | ▲                                           | 1956                                        | %                                           | ▼                                           |
| 2000                                        | 105                                         | ▲                                           | 1955                                        | %                                           | ▼                                           |
| 1999                                        | 103,4                                       | ▲                                           | 1954                                        | %                                           | ▲                                           |
| 1998                                        | 100,3                                       | ▲                                           | 1953                                        | %                                           | ▲                                           |
| 1997                                        | 93,9                                        | ▲                                           | 1952                                        | %                                           | ▼                                           |
| 1996                                        | %                                           | ▲                                           | 1951                                        | %                                           | ▼                                           |
| 1995                                        | %                                           | ▲                                           | 1950                                        | %                                           | ▼                                           |
| 1994                                        | %                                           | ▲                                           | 1945                                        | %                                           | ▲                                           |
| 1993                                        | %                                           | ▲                                           | 1940                                        | %                                           | ▲                                           |
| 1992                                        | %                                           | ▲                                           | 1935                                        | %                                           | ▲                                           |
| 1991                                        | %                                           | ▲                                           | 1923                                        | 180                                         | ▲                                           |
| 1990                                        | %                                           | ▲                                           | 1921                                        | 160                                         | ▬                                           |
| 1989                                        | 67,6                                        | ▬                                           | 1920                                        | 160                                         | ▬                                           |
| 1988                                        | %                                           | ▬                                           | 1915                                        | %                                           | ▲                                           |
| 1987                                        | %                                           | ▬                                           | 1913                                        | %                                           | ▲                                           |
| 1986                                        | %                                           | ▼                                           | 1910                                        | %                                           | ▲                                           |
| 1985                                        | %                                           | ▬                                           | 1905                                        | %                                           | ▼                                           |
| 1984                                        | %                                           | ▲                                           | 1900                                        | %                                           | ▼                                           |
| 1983                                        | %                                           | ▬                                           | 1895                                        | %                                           | ▲                                           |
| 1982                                        | %                                           | ▼                                           | 1890                                        | %                                           | ▲                                           |
| 1981                                        | %                                           | ▲                                           | 1885                                        | %                                           | ▼                                           |
| 1980                                        | %                                           | ▼                                           | 1880                                        | %                                           | ▲                                           |
| 1979                                        | %                                           | ▼                                           | 1875                                        | %                                           | ▼                                           |
| 1978                                        | %                                           | ▲                                           | 1870                                        | %                                           | ▲                                           |
| 1977                                        | %                                           | ▲                                           | 1865                                        | %                                           | ▲                                           |
| 1976                                        | %                                           | ▬                                           | 1860                                        | %                                           | ▲                                           |
| 1975                                        | %                                           | ▬                                           | 1861                                        | %                                           | ▼                                           |
| 1974                                        | %                                           | ▲                                           | 1860                                        | %                                           | ▲                                           |
| 1973                                        | %                                           | ▼                                           | 1859                                        | %                                           | ▬                                           |